# رولاندو پوشنیک
رولاندو پوشنیک (انگلیسی: Rolando Pušnik؛ زادهٔ ۱۳ دسامبر ۱۹۶۱) بازیکن هندبال اهل یوگسلاوی و اسلوونی بود.